# Byblis gigantea
Byblis gigantea ist eine fleischfressende Pflanzenart aus der Gattung der Regenbogenpflanzen in der Familie der Regenbogenpflanzengewächse (Byblidaceae). Sie ist eine der beiden mehrjährigen, westaustralischen Byblis-Arten, die als „Byblis gigantea-Komplex“ zusammengefasst werden.

## Merkmale
Byblis gigantea ist ein mehrjähriger, meist unverzweigt wachsender Halbstrauch und wächst aus einem dicken und fleischigen Rhizom. Er erreicht eine Höhe von bis zu 60 Zentimetern und ist damit der größte Vertreter der Gattung.
Byblis gigantea wächst und blüht im Winter, über den Sommer fallen ihre Habitate vollständig trocken. Diese Zeit überdauern die Pflanzen unterirdisch, oberirdisch sterben sie ab und treiben erst mit den ersten Regenfällen im Herbst wieder neu aus dem Rhizom aus.

### Blätter
Die gelblich-grünen Blätter sind zwei bis vier Zentimeter lang, linear, im Querschnitt nierenförmig und enden in einer Verdickung an der Blattspitze. Auf der Oberfläche sind sie haarlos, an den Rändern und der Unterseite jedoch dicht besetzt mit gestielten Drüsen, die eine klebrige Flüssigkeit absondern.

### Blüten
Aus Blattachseln wachsen oberhalb des Blattansatzes Blütenstiele, die sich kaum von den Blättern unterscheiden, allerdings mit 15 Zentimetern deutlich kürzer sind. An ihren Spitzen blühen zwischen September und Januar (im australischen Sommer) endständig fünfzählige Einzelblüten, allerdings nur wenige zu gleicher Zeit.
Die lanzettlichen, behaarten Kelchblätter sind 8 bis 15 Millimeter lang und am Ansatz 2,5 bis 3,5 Millimeter breit. Die umgekehrt-eiförmigen Kronblätter sind 15 bis 20 Millimeter lang und bis zu 15 Millimeter breit und am Außenrand gezähnt. Sie sind hell bis dunkel purpurn, äußerst selten finden sich weiß oder cremefarben blühende Exemplare. Die Staubfäden sind 2,5 bis 3,5 Millimeter, die Staubbeutel 5 bis 6 Millimeter lang und gelb mit brauner Spitze. Der weiße Griffel ist 7 bis 9 Millimeter lang.

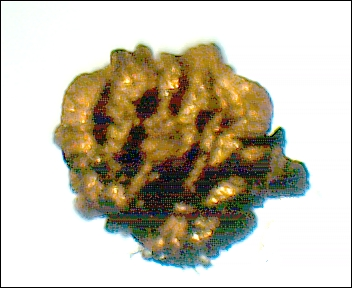
Byblis gigantea Samenkorn

Byblis gigantea gibt ihre Pollen erst durch die Schallfrequenz eines anfliegenden Bestäubers frei.

### Früchte und Samen
Die 5 bis 7 Millimeter lange und 3,5 bis 4 Millimeter breite Samenkapsel ist breit eiförmig und zweifächrig, durch Austrocknung reißt sie allmählich auf, so dass die enthaltenen Samen zu Boden fallen (Barochorie). Die schwarzen, 1 Millimeter langen Samen sind längs gefurcht mit deutlich hervorstehenden Erhebungen. Die Art ist pyrophil, die Keimhemmung der Samen wird erst durch Stoffe im Rauch der jährlichen Buschbrände aufgehoben.

### Chromosomenzahl
Die Chromosomenzahl beträgt 2n = 12, 14 oder 18.

## Verbreitung, Gefährdung und Habitat
Die Art hat ein ausgesprochen kleines Verbreitungsgebiet in Westaustralien, sie ist endemisch um Perth, dort wächst sie in Sandböden oder Heideland. Allen Lowrie und John Godfrey Conran verzeichneten 2002 nur noch vier Standorte der Art, sämtlich nahe dem Canning River, ein weiterer am Flughafen von Perth wurde später bekannt. Das Team wies auch darauf hin, dass Byblis gigantea zweifellos vor der Gründung der Stadt Perth erheblich weiter verbreitet war.
Bis 2000 stand Byblis gigantea mit der gesamten Gattung im Anhang II des Washingtoner Artenschutzabkommens, auf Antrag Australiens wurde der Schutz aufgehoben. Byblis gigantea steht auf der Roten Liste der International Union for Conservation of Nature und gilt als vom Aussterben bedroht.

## Taxonomie und Systematik
Byblis gigantea wurde 1840 durch John Lindley in Appendix to the first Twenty Three Volumes of Edward's Botanical Register ... A Sketch of the Vegetation of the Swan River Colony... Seite XXI Fußnote 92 erstbeschrieben. Ein Synonym ist Byblis lindleyana Planch. Im Jahr 2002 wurde Byblis lamellata als eigene Art von Byblis gigantea abgetrennt. Ausschlaggebend waren die Unterschiede in der Samengestalt, während die Samen von Byblis gigantea längs gefurcht sind mit deutlich hervorstehenden Erhebungen, sind die von Byblis lamellata lamellenartig gefurcht. Als weitere diagnostische Merkmale dienen die disjunkten Verbreitungsgebiete, das unterschiedliche Wiederaustreiben sowie variierende Standortbedingungen, Byblis lamellata bevorzugt trockenere Habitate als Byblis gigantea.